# Media Kashigar
Media Kashigar (Teheran, 1956 – Teheran, 29 luglio 2017) è stato uno scrittore, poeta e traduttore iraniano.
È stato autore di più 20 libri, tutti pubblicati in Iran. Fu anche attivista culturale. Nel 2015 era presente a Teheran, nel corso della visita del politico francese, Laurent Fabius.

## Biografia
Nacque nel 1956 a Teheran. Ha frequentato le scuole primarie e secondarie in Francia. È poi è tornato in Iran, iscrivendosi prima alla facoltà di architettura e poi ad un corso universitario di economia.

## Membri
Fu membro dell'associazione di Mahmoud Ostad Mahmoud per la diffusione di premi teatrali. Fu anche uno dei traduttori in forza all'Ambasciata di Francia a Teheran.

## Libri
Kashigar ha tradotto opere letterarie di diversi poeti e scrittori.
- Le poesie di Vladimir Mayakovsky.
- Le poesie di Fernando Arrabal
- Le poesie di Eugène Ionesco
- Il romanzo dal titolo, "Vaghti Mina az khab bidar shod" [6]
- Il testo di racconti dal titolo, "Khaterehi faramoosh shoded az farda" [7]
- Il libro, dal titolo, "Marge mourianieh" [8]
- il libro dal titolo, "Otaghe tarik"  [9]

## Articoli
Scrisse diversi articoli per migliorare le attività e gli scambi culturali tra l'Iran e la Francia. I suoi articoli vennero pubblicati nel suo libro intitolato Marge mourianieh.

## Ripubblicazione delle sue opere
Le sue opere sono state ripubblicate da diverse organizzazioni e centri culturali iraniani. Citiamo tra essi due dei centri culturali più influenti del paese, il Tebyan Cultural Instituteed il Centro per la Grande Enciclopedia islamica

## Osservazioni
Media Kashigar ha diffuso alcuni consigli-aforismi riguardo alle traduzioni di testi:
- Il miglior critico di una traduzione è la sua seconda traduzione e nient'altro. La persona che traduce un testo dovrebbe avere qualcosa da dire sul testo.[12]
- Il traduttore traduce un libro per coloro che non conoscono la sua lingua di origine. Se qualcuno è in grado di leggerlo nella lingua d'origine, non avrà bisogno di leggere la sua traduzione. Così, quando si traduce, si suppone che si traduca per qualcuno che non conosca la lingua e non è in grado di esplorare quel mondo e quel pensiero.[13]
- Le storie di fantascienza non servono né a promuovere la scienza, né storie scientifiche, ma sono solo storie.[14]